# Municipio de Dixon (condado de Gregory)
El municipio de Dixon (en inglés: Dixon Township) es un municipio ubicado en el condado de Gregory en el estado estadounidense de Dakota del Sur. En el año 2010 tenía una población de 86 habitantes y una densidad poblacional de 0,51 personas por km².

## Geografía
El municipio de Dixon se encuentra ubicado en las coordenadas 43°25′19″N 99°27′54″O / 43.42194, -99.46500. Según la Oficina del Censo de los Estados Unidos, el municipio tiene una superficie total de 167.91 km², de la cual 167,42 km² corresponden a tierra firme y (0,29 %) 0,48 km² es agua.

## Demografía
Según el censo de 2010, había 86 personas residiendo en el municipio de Dixon. La densidad de población era de 0,51 hab./km². De los 86 habitantes, el municipio de Dixon estaba compuesto por el 86,05 % blancos, el 13,95 % eran amerindios. Del total de la población el 0 % eran hispanos o latinos de cualquier raza.